# Cmentarz wojenny nr 389 – Bronowice
Cmentarz wojenny nr 389 – Bronowice – trzy pojedyncze mogiły austriackich żołnierzy z okresu I wojny światowej wybudowane przez Oddział Grobów Wojennych C. i K. Komendantury Wojskowej w Krakowie i znajdujące się na terenie jego okręgu XI Twierdza Kraków. Była to kwatera na bronowickim cmentarzu. Została zniszczona w okresie międzywojennym.